# Бойко Борисов
Бойко Методиев Борисов е български политик, основател и лидер на партия ГЕРБ. Борисов е вторият най-дълго управлявал министър-председател в българската история след Станко Тодоров, той прекарва на този пост общо 3606 дни.
Той е министър-председател в 3 правителства – от 2009 до 2013 г., от 2014 до 2017 г. и от 2017 до 2021 г. Преди това Борисов е главен секретар на МВР (2001 – 2005) и кмет на Столичната община (2005 – 2009). Като главен секретар на МВР е удостоен със званието генерал-лейтенант.

## Биография

### Произход и образование
Бойко Методиев Борисов е роден на 13 юни 1959 година в Банкя в семейството на Методи и Венета Борисови. Баща му е служител в Софийско градско управление на МВР, а майка му е начална учителка в Банкя. Бойко Борисов има сестра Красимира, която е педиатър.
Завършва средното си образование в Банкя. В гимназията Борисов е секретар на комсомолската организация на класа. През 1977 година кандидатства във Висшата специална школа „Георги Димитров“ на МВР в Симеоново. Според него не е приет във факултет „Държавна сигурност“, където кандидатства, а във факултета „Противопожарна охрана“. Не е ясно как става това, след като в тези факултети се полагат различни приемни изпити. Борисов твърди, че е пренебрегнат по политически причини, с оглед миналото на прадядо му, който е разстрелян от комунистите на 22 септември 1944 година. По време на следването си отбива и военната си служба в ШЗО – Плевен през периода 1977 – 1978 година. През 1982 година Борисов се дипломира като инженер по специалността „Противопожарна техника и безопасност“ с чин лейтенант. Според Бойко Борисов по силата на вътрешните правила на МВР тогава той, както и всички останали курсанти в Симеоново, е приет в БКП. Съществува теза, че Борисов всъщност е бил привилегирован по онова време, а версията му, че заради прадядо си не е приет във факултета на ДС и по задължение е станал комунист, са негова лична интерпретация, която не се покрива с действителността.

### В системата на МВР
През 1982 година Бойко Борисов постъпва на работа в Софийското градско управление на МВР като командир на взвод, а по-късно е командир на рота. Впоследствие е преназначен в ЦУПО (Централно управление на противопожарната охрана). По време на т.нар. „Голяма екскурзия“ е назначен през лятото на 1989 година за командир на батальон за охрана на селскостопански обекти и оказване на помощ по прибирането на реколтата в Дулово и Каолиново, след масовите изселвания на местните жители в Турция.
От 1985 до 1990 година Бойко Борисов е преподавател във Висшия институт за подготовка на офицери и научноизследователска дейност (ВИПОНД) на МВР. Защитава пред ВАК дисертация по темата „Психофизическа подготовка на оперативния състав на Противопожарна охрана за действие в екстремална ситуация на пожар“. През 1990 година му е присъдена научната степен „кандидат на физкултурните науки“, която след 1995 г. се приравнява на „доктор по психология“.
Последната му длъжност във ВИПОНД е завеждащ катедра „Физическа подготовка“. През 1991 година напуска системата на МВР със звание майор от запаса. Повод за това става т. нар. „деполитизация“ на силовите структури в държавата, като той формално отказва да се деполитизира и да напусне БКП, тогава трансформирана в БСП. По късно Борисов отрича комунистическото си минало и начина по който е напуснал МВР.

### Предприемач
След напускането на системата на МВР Борисов се насочва основно към охранителния бизнес. На 13 септември 1991 година той основава фирмата „Ипон-1“ ООД, която осигурява охраната на видни личности като Тодор Живков, Симеон Сакскобургготски и президента на Международния Олимпийски комитет Хуан Антонио Самаранч. „Ипон-1“ е сред най-големите охранителни фирми в страната, членува в Световната организация на охранителите IAPPA, а Бойко Борисов е персонален член на организацията. През 1992 година Борисов създава „Ипон-2“ ООД, а след това „ИПОН – Агенция за сигурност и охрана“ ООД. През 90-те години на 20-и век той има участие и в редица други търговски дружества с различен предмет на дейност. След назначаването му на държавен пост през 2001 г. Борисов се оттегля от бизнеса си.
В някои от фирмите, в които участва, Борисов е съдружник и работи в тясно сътрудничество с Румен Николов – Пашата, Младен Михалев – Маджо, Алексей Петров – Трактора и други личности от сенчестия бизнес. В тази връзка е определян в тогавашния периодичен печат като представител на ръководството на сенчестата групировка СИК. Борисов е описан като „силовак“ и в творчеството на застреляния писател Георги Стоев, който е участник в силовите бригади и очевидец на събитията, които пресъздава. В пресата излизат съобщения, че за назначаването му за главен секретар на МВР са лобирали представители на задкулисните бизнес-кръгове „Монтерей“ и „Банкя“, свързани със силовите структури отпреди 1990 година. Борисов отрича да е имал връзки с организираната престъпност и съмнителни бизнес-кръгове.
През февруари 2013 г. сайтът „Биволъ“ публикува статия, според която на 9 декември 1996 г. Бойко Борисов е регистриран в оперативния отчет на Централната служба за борба с организираната престъпност (ЦСБОП), като информатор. Мотивът за вербовката е, че контактува с „оперативно интересни лица“. „Бивол“ публикува и втора статия съдържаща строго секретно предложение за образуване на дело за оперативно наблюдение на Борисов под псевдоним „Буда“ от 24 февруари 1997 г. Според сайта мотивът на ЦСБОП е красноречив: „за придобиване на информация по отношение на процеси, представляващи оперативен интерес в силовите групировки и структури. За предотвратяване и пресичане на евентуална престъпна дейност от техни представители“. Борисов отрича достоверността на тези публикации. Във въпросното досие няма документи с подпис на Борисов и данни за негово участие.

### Главен секретар на МВР
На 1 септември 2001 година с указ на Президента на Република България Петър Стоянов Бойко Борисов е назначен на длъжност главен секретар на МВР и е повишен в звание „полковник“ от МВР. На 8 януари 2002 г. е удостоен със званието генерал-майор от МВР. На 25 юни 2004 г. е удостоен със званието генерал-лейтенант от МВР.
По покани на специалните служби ген. Борисов посещава САЩ, Русия, Великобритания, Испания, Белгия, Австрия, Франция, Германия, Нидерландия – централата на Европол, Румъния – Специалната работна група по наркотрафик, Гърция и Турция, което спомага за доброто взаимодействие в реализирането на съвместни операции по разкриването на престъпления, свързани с трафик на хора и МПС, наркотици, незаконни печатници, разпространители на фалшифицирани парични знаци и кредитни карти, контрабанда и др.
На Парламентарните избори в България 2005 ген. Бойко Борисов е кандидат за народен представител в два многомандатни избирателни района, издигнат в листите на Национално движение „Симеон Втори“. В резултат от изборите, НДСВ вкарва 53 депутати в XL народно събрание, сред които и Бойко Борисов. Той обаче се отказва от депутатския мандат в полза на работата си в МВР, която напуска на 19 септември 2005 година след конфликт с тогавашния вътрешен министър Румен Петков.

### Кмет на Столичната община
През октомври 2005 година Бойко Борисов участва като независим кандидат в частичните кметски избори в София, стига до балотаж (срещу Татяна Дончева от БСП) и е избран с убедително мнозинство (68,5%). Полага клетва като кмет на Столичната община на 10 ноември 2005 година.
В началото на април 2006 година е учредено сдружение с нестопанска цел за общественополезна дейност „Граждани за европейско развитие на България“ (ГЕРБ), в което Бойко Борисов официално не участва, но което е свързано с близки до него хора. На 3 декември същата година е създадена партия ГЕРБ, която е оглавена от близкия до него Цветан Цветанов, работил в системата на МВР, а после – в Столичната община. Самият Борисов не може да стане ръководител на партията, поради законова пречка, но на практика е неин „неформален лидер“. На 10 януари 2010 година Редовното отчетно-изборно делегатско Национално събрание на ПП ГЕРБ избира Бойко Борисов за председател на партията, а Цветан Цветанов поема новосъздадения пост заместник-председател.
В редовните избори за местна власт на 28 октомври 2007 година Бойко Борисов печели на първи тур (с 53,58%) четиригодишен мандат за кмет на София (от ГЕРБ). Кандидатите за общински съветници на партия ГЕРБ също печелят мнозинство в Столичния общински съвет.

### Министър-председател (първи мандат)
На 27 юли 2009 г. XLI народно събрание със 162 гласа „за“, 77 „против“ и 1 „въздържал се“ избира Бойко Борисов за министър-председател в правителството, излъчено от Политическа партия ГЕРБ.
На 9 септември 2009 г. премиерът Бойко Борисов, начело на правителствена делегация, заминава на първо работно посещение в Брюксел, за да се срещне с директора на Европейската служба за борба с измамите (ОЛАФ) Франц-Херман Брюнер, а също с председателя на Европейската народна партия Вилфрид Мартенс и с председателя на групата на ЕНП в Европейския парламент (ЕП) Жозеф Дол. По време на посещението са отблокирани 109 млн. евро по програма САПАРД, тъй като на 23 юли 2008 Европейската Комисия е спряла междинните плащания по фонд „Пътища“ заради подозрения в конфликт на интереси и неспособност на тогавашните власти за борба с корупцията. Председателят на Европейската комисия Жозе Мануел Барозу и Бойко Борисов заявяват, че са се споразумели комисията да подкрепи българското искане за допълнителни 300 млн. евро за справяне с последиците от затварянето на блокове 3 и 4 на АЕЦ Козлодуй. На 27 октомври 2009 г. това искане е удовлетворено. На 18 ноември 2009 Европейската комисия размразява плащания по програма ФАР за близо 82,6 млн. евро. Решението е „резултат от усилията, положени от българските власти, в тясното сътрудничество с ЕК, за изваждане на минали нарушения и предложените действия за корекция“.
На 19 януари 2011 г. , след серия от корупционни скандали свързани с подслушване, включително и на премиера, министър-председателят Бойко Борисов инициира гласуване на вот на доверие на правителството. Същия ден прокуратурата обявява, че не може да се докаже автентичността на направените записи, тъй като оригиналите са унищожени. На следващия ден Народното събрание гласува вота на доверие, като депутатите дават подкрепата си на правителството „за цялостната му политика“. „За“ вота гласуват 140 депутати, „Против“ – 60 депутати от БСП и ДПС, а „Въздържал се“ – 14 депутати от „Синята коалиция“.
След изтичане на една година от управлението на ГЕРБ и на оглавяваното от него правителство, Борисов им дава оценка „мн. добър“, като допуска възможността тя да бъде коригирана на „отличен“. Малко по-късно премиерът декларира намеренията си за втори мандат и обявява край на рецесията в страната, свързана със световната икономическа криза.
През 2012 година икономическата и социална криза в страната се изостря. В тази връзка през февруари 2013 г. започват протести. Първоначално те са малки, но по-късно прерастват в митинги. Макар в началото исканията на протестиращите да не са политически, впоследствие те започват да искат и оставката на правителството. На 19 февруари 2013 г. в София униформената полиция влиза в сблъсък с протестиращите и ранява няколко от тях, което е излъчвано по националните телевизии. На следващия ден, 20 февруари 2013 г. Бойко Борисов на извънредна пресконференция, съобщава, че подава оставка, като не желае да става повод за сблъсъци с хората и не иска да гледа парламент, ограден с ограда и кръв по улиците: „Няма да участвам в управление, в което полицията ще се бие с хората“.
Оставката е гласувана като първа точка на заседанието на 21 февруари 2013 г. и е приета от Народното събрание с 209 гласа „за“ и 5 „против“ и 1 „въздържал се“. В деня на приемане на оставката на кабинета Борисов, пред Народното събрание е организиран протест в подкрепа на правителството. Социолози и политолози дават разнопосочни коментари за обявената от Бойко Борисов оставка на правителството. Според някои това е безотговорно действие на уплашен човек, който не може да управлява. Според други депозираната от Борисов оставка на правителството е разумен държавнически ход. Според трети не е ясно дали той действа, за да спаси ГЕРБ като партия, или себе си като персона.
С указ от 13 март 2013 г. президентът Росен Плевнелиев назначава служебен кабинет с министър-председател Марин Райков.

### Министър-председател (втори мандат)
На 7 ноември 2014 година XLIII народно събрание със 149 гласа „за“ и 85 „против“ избира Бойко Борисов за министър-председател в правителството, излъчено с мандата на Политическа партия ГЕРБ. Борисов е подкрепен от депутатите на ГЕРБ, Реформаторския блок, Патриотичния фронт, АБВ и Българския демократичен център (парламентарната група на коалиция България без цензура). Против са БСП, ДПС, „Атака“, както и двама депутати от Патриотичния фронт – Слави Бинев и Велизар Енчев.
Съставът на правителството също е одобрен със 136 депутати „за“, 97 „против“ и 1 „въздържал се“. Подкрепата си за новото правителство дават освен депутатите от ГЕРБ и тези от РБ, ПФ и АБВ, против са депутатите от БСП, ДПС, „Атака“ и БДЦ, „въздържал се“ гласува Велизар Енчев от ПФ.
След президентските избори през ноември 2016 година и загубата на кандидата на ГЕРБ Цецка Цачева, премиерът внася оставката на правителството в парламента, като тя е гласувана от Народното събрание на 16 ноември. След оставката на правителството, президентът Плевнелиев започва продължителни консултации с политическите сили представени в НС за съставяне на нов кабинет, но опитите в тази насока се провалят. Неочаквано, на 21 декември Плевнелиев отказва да назначи служебно правителство, като предлага на новоизбрания президент Румен Радев, който предстои да встъпи в длъжност месец по-късно, да предложи състава на новото правителство, което Плевнелиев да назначи. Радев отказва, като обявява този акт за неконституционосъобразен. Подобна позиция заема и президента Първанов (2002 – 2012), според когото тези действия и безплодните консултации преди това, имат за цел изкуствено продължаване мандата на правителството в оставка.
На 27 януари 2017 г. президентът Румен Радев назначава Огнян Герджиков за служебен министър-председател на петото служебно правителство на България.

### Министър-председател (трети мандат)
На 4 май 2017 година XLIV народно събрание със 133 гласа „за“ и 100 „против“ избира Бойко Борисов за министър-председател в правителството, излъчено с мандата на Политическа партия ГЕРБ. Борисов е подкрепен от депутатите на ГЕРБ, Обединените патриоти и Партия „Воля“. Против са БСП и ДПС.
България организира европейското председателство през първата половина на 2018 година. Тогава е поставена официално темата за приемането на Западните Балкани в ЕС. През този период България подпомага активно присъединяването на Северна Македония към НАТО, като подкрепя разрешването на спора ѝ с Гърция.
През лятото на 2020 година започват протести с искане на оставката на Борисов. Повод за тях дават серия от събития, свързани с действия и бездействия на изпълнителната власт и прокуратурата, като за последната възникват подозрения, че обслужва интересите на правителството.
На 15 април 2021 г. Бойко Борисов подава оставка на кабинета и става министър-председател в оставка. На 16 април 2021 г. XLV народно събрание гласува оставката на Борисов и на министерския съвет. Предава на 12 май 2021 г. премиерския пост на назначения от президента Радев нов служебен министър-председател Стефан Янев. Впоследствие Борисов обявява, че Румен Радев управлява страната в условията на наложена от последния еднолична диктатура.

### В опозиция
На 17 март 2022 година Борисов е задържан заедно с бившата си говорителка Севделина Арнаудова и бившия финансов министър Владислав Горанов по подозрения на МВР за изнудване на обвиняемия бизнесмен Васил Божков, който се намира в Дубай. Тримата са освободени 24 часа по-късно, след като прокуратурата преценява, че в случая няма достатъчно доказателства за повдигане на обвинения. От 2020 г. Божков твърди, че е бил изнудван от Борисов, чрез Горанов и Арнаудова, а след арестите на тримата той заявява, че е дал показания за това пред Европейската прокуратура. По-късно съдът обявява ареста на бившия премиер и останалите задържани за незаконен. На 10 февруари 2023 г. САЩ обявяват, че санкционират Владислав Горанов по закона Магнитски. В публикувания доклад се казва, че като министър на финансите Горанов е участвал в корупционна схема, в резултат на която български длъжностни лица са получили десетки милиони в замяна на благоприятно законодателство, облагодетелстващо заети в хазартния бизнес. Това индиректно подкрепя тезата на Божков, че е бил изнудван от Горанов със съгласието на Борисов. По този повод Борисов заявява, че вярва, че Горанов е невинен.

## Спорт
Бойко Борисов има специално отношение към спорта. След 1978 г. е активен състезател по карате. Притежател е на черен пояс 7-и дан по карате. Според Цончо Колев, дългогодишен треньор на националния отбор на България по карате, Борисов може да е получил черен колан за заслугите му като администратор, но не и като спортист.
По време на официално посещение в Южна Корея през 2019 г. Борисов получава и почетен 9-и дан по таекуондо.
Регистриран е и като футболист на „Витоша“ (Бистрица), отбор, който се състезава в Югозападната В аматьорска футболна група. През 2011 г. Борисов води в допитване за „Футболист на годината“ на „Дарик Радио“. Първоначално той твърди, че няма да прояви скромност и ще си вземе наградата, ако спечели, и че във футбола никой не се признава за по-слаб от друг, но впоследствие заявява, че приема първото си място в анкетата като протест на феновете срещу българския футбол. През 2012 година Витоша (Бистрица) печели Купата на Аматьорската лига, като във финалния мач Борисов се отчита с асистенция за победния гол.
През сезон 2013/14 „Витоша“ е в „Б група“, а Борисов е картотекиран в състава. Дебютира в професионалния футбол в мач срещу „Раковски“, завършил 0 – 0, ставайки най-възрастният футболист (на 54 години), играл в А или Б група на българското футболно първенство. Същевременно в медиите излизат съобщения, че Борисов не е бил вписан в разширения състав на отбора, който се подава час преди мача, тоест, не е имал право да се появява на терена.

## Семейство
Бойко Борисов е разведен с първата си съпруга Стела, лекар-офталмолог. От Стела има дъщеря Венета от дъщеря си има три внучета – Бойко-младши (р. 2016), Иван (р. 2018) и Виктория (р. 2022).
От 1988 до 2009 г. Борисов води съвместно съжителство с бизнесдамата Цветелина Бориславова.

## Награди и отличия
- „Обявяване на благодарност“ през 1985 г., 1987 г. и 1988 г.[83]
- „Почетен знак III степен“ – за конкретен съществен принос при изпълнение на служебни задачи с изключително значение в борбата срещу престъпността, опазването на обществения ред и сигурността в Република България през 2002 година.[83]
- „Почетен знак II степен“ – за проявен висок професионализъм и обезпечаване сигурността и обществения ред по време на посещението на президента на Руската федерация Владимир Путин през март 2003 г.[83]
- „Огнестрелно оръжие“ – за постигнати високи резултати при изпълнение на служебните си задължения от министъра на вътрешните работи на България през 2003 година.[83]
- „Кръст за полицейски заслуги с червена звезда“, от министъра на вътрешните работи на Кралство Испания за заслуги към испанската полиция – 22 септември 2003 година.[83]
- „Сребърен паметен медал“, от председателя на Националния организационен комитет за 100-годишнината от установяване на българо-американските дипломатически отношения, министърът на външните работи Соломон Паси.[83]
- „Почетен медал на френската полиция“, от името на президента на Френската република и от името на министъра на вътрешните работи, вътрешната сигурност и местните свободи.
- „Медал за бойно съдружие“, от заместник-директора на Федералната служба за сигурност на Руската федерация.[83]
- „Почетен жезъл“, от генералния директор на полицията на Испания.[83]
- Сертификат за изключително добра работа и съществен принос в борбата против фалшивото евро – от директора на „Европол“ г-н Юрген Щорбек – през януари 2004 година.[83]
- Сертификат от Министерството на вътрешните работи и Генералната дирекция на Турската национална полиция за изключително ценен принос в развитието на двустранните отношения между българската и турската полиция в борбата с организираната престъпност и корупцията.
- Сертификат за благодарност за изключителен принос в борбата с наркотиците от Службата за борба с наркотиците (ДЕА) към Департамента на правосъдието на САЩ.[83]
- Почетна титла Командир на „Ордена на Звездата на Италианската солидарност“, от президента на Италианската република – 13 юни 2006 г.[84]
- Орден за заслуги в борбата с международния тероризъм от Федералната служба за сигурност на Руската федерация – октомври 2008 г.[85]
- Кавалер на Големия Кръст на Ордена „За заслуги на Италианската република“, от министър-председателя на Италианската република – 15 октомври 2009 г.[86]
- Европейската награда „Бронзов бик“ от Асоциацията на данъкоплатците в Европа (АДЕ) – 10 ноември 2009 г.[87]
- Награда от Европол „за добро сътрудничество с българските служби за сигурност“ – 16 октомври 2010 г.[88]
- Международна Награда на фондацията (Prix de la Fondation) на форума „Кран Монтана“ „за усилията му и ангажимента в борбата с корупцията и организираната престъпност в България“ – 29 октомври 2010 г.[89]
- „Награда за особен принос в развитието на тениса в България“ от президента на „Тенис Европа“ Жак Дюпре – 30 април 2012 г.[90]
- Големия кръст за граждански заслуги на Унгария – 30 ноември 2016 г.[91]

## Критики

### Посланици на САЩ

#### Посланик Джеймс Пардю
Джеймс Пардю е посланик на САЩ в София между 2002 и 2005 година, когато Борисов е гл. секретар на МВР. През март 2011 г. „Уикилийкс“ публикува изтекъл секретен доклад на Пардю. В съобщението му до Държавния департамент от 2005 г. между другото се казва: „Силата и безнаказаността на организираните криминални групи е вероятно най-сериозният проблем в България днес. Организираната престъпност е в основата на корупцията и неефективността на българската правна система, тя възпрепятства икономическото развитие на страната.“ Дни преди първата среща на американския президент Доналд Тръмп с министър-председателя Бойко Борисов през ноември 2019 г. списанието „The Hill“ публикува негов материал. Според Пардю страната е „заразена от широкомащабна корупция“, а медийната среда в нея е силно влошена. Всичко това се случва на фона на 10-годишно управление на Борисов, което няма сериозна опозиция. Той посочва, че медиите в България изпитват финансови затруднения, а премиерът използва европейските фондове, за да ги направи зависими. Според него депутатът Делян Пеевски е главната фигура в частните български медии, като той ги използва, за да подкрепи съществуващото политическо статукво, което защитава него. Така под чадъра на управляващите олигархът Пеевски дискредитира независими разследващи журналисти, политически опоненти, бизнес конкуренти и атакува неправителствени организации и активисти, които настояват за върховенство на закона, свобода на медиите и защита на човешките права, се посочва в публикацията.

#### Посланик Джон Байърли
В дипломатически доклад с най-висок гриф на секретност (SECRET//NOFORN), писан през 2006 година и изтекъл в Wikileaks, бившият американски посланик в България Джон Байърли пише за Бойко Борисов, че „обвинения в миналото свързват Борисов със скандали с източване на гориво, с нелегални сделки в комбинация с Лукойл и със сериозна контрабанда на метаамфетамини“. Посланикът уточнява, че информация от SIMO е в потвърждение на тези обвинения. Абревиатурата SIMO е разшифрована година по-късно от берлинския ежедневник „Tageszeitung“ като кодово наименование на ЦРУ. Байърли пише още, че „Борисов е използвал поста си, като глава на българските правоохранителни органи, за да прикрие криминалните си деяния, а жената, с която съжителства, Цветелина Бориславова, управлява голяма банка, която е била обвинявана в пране на пари за престъпни организации, както и в участие в незаконните транзакции на самия Борисов.“ При публикацията на тази грама Бойко Борисов отхвърли обвиненията с твърдението, че те идват от „жълтата преса“.

#### Посланик Нанси Макълдауни
Уикилийкс за България, публикува още една грама от американското посолство в България, посветена на Бойко Борисов Тя е от 2008 г. и е подписана от посланик Нанси Макълдауни. В нея се твърди, че почти сигурният следващ министър-председател на България е кметът на София Бойко Борисов. В грамата той е описан като недодялана и непостоянна личност, която слухове свързват с организираната престъпност. Според посланичката, Борисов демонстрира липсата си на изтънченост и простоватостта си, като свои отличителни достойнства, но е най-хитрият и харизматичен играч на деня. Той ясно и последователно култивира едновременно американско и европейско одобрение, за да подсили своята легитимност, но същевременно търси и руска подкрепа. Макълдауни отбелязва, че Борисов е майстор на подвеждането и преструвките, като неговата суета и нуждата му от себеизтъкване могат да са лост, който САЩ да използват, за да му влияят. При всички случаи, ако Борисов спечели изборите, това би означавало продължителна работа с него за промяната му към по-благонадеждни позиции, се изтъква в грамата.

#### Посланик Херо Мустафа
На 2 юни 2021 година, през периода когато американски посланик в България е Херо Мустафа, САЩ налагат санкции на олигарха и бивш депутат от ДПС Делян Пеевски, на укриващия се в Дубай беглец от правосъдието Васил Божков и на зам.-председателя на Бюрото за контрол на СРС Илко Желязков. В официално съобщение от американското финансово министерство се съобщава, че тримата български граждани ще бъдат санкционирани по реда на закона „Магнитски“, което означава, че специалното звено за контрол на чуждестранни активи ще блокира активите на фирми, свързани с тях. В заповедта са изброени 64 свързани търговски дружества. По въпроса вестник „Политико“ твърди, че ЕС дълго време си затваря очите за срива на върховенството на закона и ширещата се корупция в най-бедната страна в ЕС, а причината е, че бившият премиер Бойко Борисов, е близък съюзник на дясноцентристката Европейска народна партия. Според информацията на Министерството на финансите на САЩ, Васил Божков неколкократно е подкупвал висши държавни служители., като между тях е „един настоящ политически лидер“. Макар в съобщението да не се уточнява кой е той, самият Божков многократно твърди, че е давал подкупи на Борисов и благодари на структурите на американското правителство, че са реагирали на сигналите му. Според някои анализатори тези санкции на САЩ срещу корупцията елиминират и най-важният съдружник на Бойко Борисов в българската политика и икономика: Делян Пеевски. Борисов отрича всякакви връзки с Пеевски, както и получаването на подкупи от Божков.

### Западни разследващи журналисти

#### Юрген Рот
В книгата си „Новите български демони“ от 2008 година немският разследващ журналист и писател Юрген Рот отделя голямо внимание на Борисов, по това време столичен кмет. Според Рот, събраната за книгата информация говори за връзки на Борисов с групировката СИК, чрез фигури като Румен Николов (Пашата) и Младен Михалев, както и с други личности, замесени в незаконни търговски сделки. Рот цитира и някои критични мнения за Борисов: на неназован висш служител на ОЛАФ, според когото Борисов бил „нещо като политически Ал Капоне“, на посланика на САЩ в България в средата на 2000-те Джеймс Пардю, според когото „през времето, през което Борисов е отговарял за борбата с мафията, нито един представител на организираната престъпност не е прибран зад решетките“, както и статията на Стайн в Кънгрешънъл Куотърли. В свое интервю за българска новинарска агенция през 2015 г. Рот заявява, че икономическата сфера в България е силно зависима от организирани престъпни среди, като в този сектор са активни мощни компании, които принадлежат на босове с криминални досиета от близкото минало, и в тази връзка Рот посочва Бойко Борисов и групировката ТИМ. В интервю за „Дойче веле“ от март 2011 година Рот твърди, че различни престъпни групировки водят война помежду си, и че когато Бойко Борисов е на власт, биват отстранявани онези групировки, които му пречат. Все пак той признава, че страната върви напред и добавя: „Въпреки всичко, казано дотук, вярвам, че Бойко Борисов се е обградил с качествени хора, които се опитват да променят нещо“. Според Рот гражданското общество в България е много слабо, а старата номенклатура е запазила позициите си.

#### Джеф Стайн
На 2 март 2007 година американският разследващ журналист Джеф Стайн публикува в изданието Конгрешънъл Куотърли статия под надслов: „Българският партньор на Буш във войната с тероризма има бандитско минало, твърдят разследващи“. В публикацията името на Бойко Борисов е отнесено към военно-политическите интереси на тогавашния американски президент Джордж У. Буш и са приведени извадки от „конфиденциално досие“, поръчано от швейцарска банка на бивши служители в тайните служби на САЩ. В досието Борисов е описан като „бизнес партньор и някогашен сътрудник на най-известните гангстери в България“, а за службата му в Министерството на вътрешните работи се твърди, че е използвал положението си, за да покрива корупционни схеми и да закриля престъпни организации. Досието обобщава, че „Борисов има документирана история на бизнес отношения с лица, за които се смята, че са сред най-важните ръководители на организираната престъпност в България“ и се изброяват профилите на „подозрителни криминално проявени съюзници на Борисов“, както и двадесет и осем неразкрити убийства по време на неговия мандат. Българският президент Георги Първанов нарича статията „откровено антибългарска“, като добавя, че „тя не се основава на доказателства и обижда България“. Самият Стайн подчертава „Искам обаче ясно да кажа – всичко това са предположения. Аз съм репортер, който съобщава за наличието на този доклад.“, като също допълва „Той е направен от професионални следователи, специалисти и хора с дългогодишен опит в опазването на реда в Америка и в чужбина. Доверявам се на информацията в доклада. Вярвам, че тя е основателно точна. Имам висока степен на доверие в тази информация.“ БСП използва статията в предизборната си борба срещу партия ГЕРБ и нейния лидер.

## Противоречиви практики

### Казуси нашумели в България

#### Убийство на Тодор Димов (Чакъра)
Тодор Димов (Чакъра) загива след престрелка с полицията на 10 срещу 11 декември 2003 г. в къщата си край Харманли, където се е барикадирал въоръжен и отказва да бъде отведен в затвора за изтърпяване на осъдителна присъда. Полицейската операция по залавянето му е проведена под ръководството на Бойко Борисов, който по това време е главен секретар на МВР. Полицията обстрелва дома на мъжа с автоматични огнестрелни оръжия, но след неуспеха си използва гранатомет, като мъжът е намерен убит. Изводът от първоначалното разследване е, че Чакъра се е самовзривил с ръчна граната. Десет години по-късно разследването на смъртта му е възобновено след осъдително решение от Европейския съд по правата на човека срещу България. С него страната е призната за виновна за неправомерно отнемане на човешки живот и за непълно разследване на полицейската операция. Заключенията от експертизата, направена след ексхумация на тялото на Димов е, че той е бил взривен с изстрел от гранатомет, след което трупът е запален, за да бъдат заличени следите от убийството. На 6 ноември 2012 г. България е осъдена в Страсбург, от сина и вдовицата на Чакъра и евросъдът присъжда 50 000 евро обезщетение. Впоследствие на 1 юли 2014 г. съдът в Страсбург осъжда България и за смъртта на Ангел Димитров – Чората за полицейско насилие и неадекватно разследване. Съдът постановява да се изплатят 50 000 евро на жалбоподателите и 35 000 лева разходи по делото.. И двата случая главен секретар е Бойко Борисов.

#### „Лош човешки материал“
На 3 февруари 2009 година пред българската общност в Чикаго, САЩ по повод на предстоящите парламентарни избори в България Бойко Борисов заявява дословно: „Това е основата на населението в момента – един милион цигани, 700 – 800 хиляди турци, два милиона и половина пенсионери.“ Добавя: „И вие като избягахте милион и половина, материалът, който се явява на избори или можем да избираме като кадри, никак не е голям“ (това се потвърждава от видеозаписа на изказването му).
Борисов отхвърля приписвания му от социалистите (Корнелия Нинова) израз „лош човешки материал“ и от своя страна обвинява БСП в разпространяване на лъжи и опити да го злепоставят. Но по думите му, „колкото повече компромати вадят срещу нас, толкова по-убедително печелим, така че нека да продължат да си го правят“. След завръщането си Бойко Борисов представя в декларация своята позиция за отзвука в България, предизвикан от неговото изказване пред българи-емигранти в Чикаго, и разяснява тезите, които е защитил там.
По време на посещение в Кърджали през март 2013 г. прави обръщение: „Вие сте прости и аз съм прост, затова се разбираме“.

#### „Бистришки тигри“
На 5 август 2012 година във вестник „Преса“ излиза материал от който става ясно, че Бойко Борисов е използвал правителственият превозвач Авиоотряд 28 за превоз на аматьорските футболни отбори „Бистришки тигри“ (в който играе самият той) и „Чавдар Етрополе“, собственост на депутата от ГЕРБ Емил Димитров. При журналистическото разследване се установява, че полетът е заявен от Българския футболен съюз и заплатен с официална фактура от него на стойност 23 500 лева. По повод раздухвания от пресата скандал, директорът на Авиоотряд 28 Пенчо Пенчев в изпълнение на правомощията му за управление на авиационния отряд за полети със специално предназначение и полети за обслужване нуждите на министерства и ведомства, коментира – „Не виждам нито конфликт, нито проблем“.

#### Изтекли снимки от спалнята
На 17 юни 2020 г. анонимен източник изпраща на множество медии предполагаеми снимки от спалнята на премиера във вила „Секвоя“ (охранявана от НСО). На една от снимките се вижда спящ мъж завит с чаршаф, а на нощното шкафче пистолет. На друга снимка фигурира отвореното чекмедже на нощното шкафче, в което се съдържат множество пакети с банкноти от 500 евро и златни кюлчета. Автентичността на снимките не е потвърдена. В интернет излизат снимки на премиера от известно списание от 2012 г., в което премиерът е с направена фотосесия именно в интериора на същата спалня.
В края на деня, премиерът свиква извънредна пресконференция. Публично се описва като жертва и обвинява опозицията в компромати в стила на КГБ. На въпроси за оръжието отговаря: „Притеснен съм, защото когато спя, съм беззащитен. Аз имам пистолет и не се разделям с него. От днеска ще спя с пистолет“. Според Бойко Борисов, президентът Румен Радев го следи и снима със своя дрон – „Президентът Радев си позволява да си вдига дрон и да ме снима. Непрекъснато. И като кажа на охраната, че ще го сваля, те му казват и той го прибира. Този дрон е на терасата, до кухнята, дет се вика, е на един метър от мен. И този дрон президентът го управлява. Твърдя лично, че президентът ме следи с дрон. От НСО ме информираха, че той му е подарен от Китай и той си го управлява и си гледа. Ако и в спалнята са ми сложили камери и почнат да пускат и такива снимки вече от спалнята, значи вече я втасахме всички“. Премиерът също така отговаря, че банкнотите в чекмеджето са т.н deep fake. Сайтът за разследваща журналистика „Биволъ“ подава снимките за техническа експертиза, която установява, че по тях няма следи от монтаж и Фотошоп.
Месец по-късно, на 16 юни в интернет от същия източник се появява и видео със заглавие „На гости у баце“, в което неизвестна фигура показва целият дом на премиера, като влиза във всяка стая. На видеоклипа се вижда и неизвестната фигура, отваряща същото чекмедже, в което се виждат отново банкноти от 500 евро. На чекмеджето се намира отново оръжие. В отговор на изтеклия клип, Бойко Борисов заявява, че от видеото се вижда, че живее като аскет и че евро банкнотите са аранжировка. Изказването на премиера е следното: „Какво се оказа? Борисов го няма, никой няма, къщата тъмна и сенките изкача шпионин, снима, крие се, укрива се… От какво се укриваш? Кое е истина? Кажи! Аранжира фона, снимки – един път, два пъти, три пъти. Какво се вижда, че аз живея като аскет. 10 години не съм направил едно подобрение. Минава покрай каса! Има каса, ама ти си слагаш парите в шкафче!“
Случаят с изтеклите снимки от спалнята на премиера става достояние на обществеността в цял свят, като е отразен от медии като The Independent, Reuters, Bloomberg, New York Times, Politico, Euractiv.
Няма официално разследване на обстоятелствата покрай скандала от страна на Прокуратурата на Република България. Случаят е един от предполагаемите катализатори за започване на Протестите в България през 2020 г.. Протестиращите граждани използват обстоятелствата от случая в своите лозунги, плакати и инсталации.

### Практики касаещи засягане на конституционни права и свободи

#### Подслушвания
След идването си на власт кабинетът на Борисов закрива през октомври 2009 г. Бюрото за контрол на СРС, което е създадено през същата година по препоръка на евросъдии. Самият Борисов по-късно твърди, че не вижда нищо лошо да се подслушват министри, вицепремиери и шефове на агенции, както и че е мнителен и иска да контролира действията на хората около себе си, като ги подслушва в рамките на закона.
На 19 януари 2011 година Бойко Борисов инициира гласуване на вот на доверие на правителството. Това става след серия обвинения, изнесени в пресата за корупционни скандали, свързани с подслушване, включително и на премиера. Касае се за телефонни разговори, проведени от Бойко Борисов, директора на Агенция „Митници“ Ваньо Танов и министъра на финансите Симеон Дянков, в които Борисов нарежда на Танов да прекрати митническа проверка срещу предприятие, произвеждащо бирата „Леденика“. Въпреки че автентичността на записите не е потвърдена, те предизвикват скандал в обществото. Прокуратурата обявява, че не може да се докаже автентичността им, тъй като оригиналите на записите направени от ДАНС са унищожени. На следващия ден Народното събрание гласува вот на доверие, като депутатите от управляващата партия ГЕРБ и националистите от Атака дават подкрепата си на правителството „за цялостната му политика“.
През април 2013 година избухва нов скандал, свързан с подслушвания по време на управлението на правителството на Борисов. Твърди се, че от септември 2009 г. до март 2013 година нерегламентирано и незаконно са подслушвани бизнесмени, политици, магистрати и др. СРС са правени без решение на съответните органи на МВР и без съдебни разрешения. Главният прокурор Сотир Цацаров индиректно признава, че техниката за подслушване е въведена в употреба по времето на правителството на ГЕРБ и разпорежда проверка по случая. Проверката открива в МВР тежки нарушения, позволяващи нерегламентирано подслушване. Като един от предполагаемите политически поръчители на подслушването, освен Цветан Цветанов, от опонентите си е подозиран и Борисов. Самият той отрича такава връзка. Допълнително изтичат уличаващи записи с разговори на Борисов, в които той лобира пред прокуратурата за снемане на наказателната отговорност на обвиняем бивш министър от кабинета му. Впоследствие по показания за подслушване на министри, направени от защитен свидетел, който е същият бивш министър от кабинета на Борисов, прокуратурата започва разследване. Европейският парламент също е сезиран и взема решение темата да бъде разгледана от Комисията по граждански права, правосъдие и вътрешен ред. В годишния доклад на Държавния департамент на САЩ за състоянието на правата на човека в страната ни, излязъл по същото време, злоупотребата с подслушването е изведена като основен проблем.

#### Лични свободи
На 11 октомври 2012 година британският в. „Гардиън“ цитира изследване, според което България е на второ място след Гърция в Европейския съюз с най-много нарушения на правото на справедлив съдебен процес по наказателните дела. От друга страна, седмица преди това, немският посланик Матиас Хьопфнер изразява безпокойството си, че страната ни се намира на последно място по свобода на словото в Европа в ранглистата на „Репортери без граници“, а през май 2012 г. американската организация „Фрийдъм хаус“ е наредила България на 78-о място в света по този показател след страни като Бенин, Гвиана, Намибия и Източен Тимор. По този повод Борисов заявява на среща същия ден (11 октомври) с държавния секретар по вътрешна сигурност на САЩ Джанет Наполитано, че демокрацията и свободата на словото и личността в България се намират в „пълен разцвет“ през последните три години от управлението на ГЕРБ.

#### Намеса в работата на съдебната власт
През март 2010 г. от Съюза на юристите в България в нарочна декларация изразяват безпокойството си от тенденцията на намеса на изпълнителната в дейността на съдебната власт и в частност на съдилищата. През юли 2010 г. от Висшия съдебен съвет изразяват несъгласие с негативната оценка на премиера Борисов спрямо разходи, извършени от съдебната власт, с мотива, че намеса във финансите на съдебната власт, от страна на изпълнителната, е недопустима. През юли 2012 г. съдии в страната излизат да протестират на улицата заради политически натиск върху съдебната система. През септември 2012 г. Българският хелзинкски комитет отправя остро предупреждение към премиера да спре да си позволява да критикува и напада съдебната система. През октомври 2012 г. Висшият съдебен съвет обвинява правителството в блокиране на съдебната реформа, поради орязания бюджет на системата.

#### Контрол върху медиите
Западни източници твърдят, че по време на управлението на Борисов голяма част от медиите в България са напълно безкритични към водената от него политика. Според тях Борисов е в близки отношения с олигарси като депутата от ДПС и медиен магнат Делян Пеевски, чиято медийна империя открито подкрепя правителството. Според „Репортери без граници“ България е на последно място по свобода на словото от страните членки на Европейския съюз и дори от държавите на Балканския полуостров. В продължение на десет години страната постоянно се придвижва надолу в класацията Индекс за свобода на пресата, като се свлича от 53-то място през 2008 г. до 111-о през 2019 г.

## Съдебни дела и съдебни решения
На 24.08.2023 прокуратурата прекратява делото за златните кюлчета. В аргументите се сочи, че  не е възможно да се докаже безспорно дали кюлчетата, пачките, пистолетът и пр. са се намирали на съответното място. Петорна компютърна експертиза е доказала, че снимките са манипулирани. На 17.10.2023 прокуратурата решава, че няма достатъчно доказателства, че Борисов сам или чрез посредник е извършил сделка за къща, нито че е дарил такава на Борислава Йовчева. В резултат обвинението пада.  За сметка на това е отворено разследване - за изнесени милиони в Турция, в който процес са замесени Борислава Йовчева  и бившият шеф на горското стопанство в Шумен, Бейзат Ахя.. На 23.05.2024 сайтовете Медиапул и Bird.bg съобщават, че прокуратурата е прекратила и това разследване. Същевременно на 19.05.2018  Елена Йончева осъди на трета инстанция Борисов за уронване на престижа ѝ и го принуди да даде 5000 лева Самият Бойко Борисов  е подал иск за над 25 000 лева срещу Бойко Рашков, заради думите му, че Борисов има своя банка. На 14 юни 2023 по взаимно споразумение делото е временно "замразено" На 22.01.2024 става ясно, че Борисов е предявил искане делото на продължи. Дата обаче няма насрочена защото Рашов е поискал делето да се прехвърли от Софийския градски съд в Софийсикия районен съд. През декември 2023   е прекратено и гражданското дело за 26 000 лв., което Бойко Борисов водеше срещу Кирил Петков в Софийския градски съд.  Борисов търсеше обезщетение за претърпени неимуществени вреди от изказвания на Петков от август 2022 г. в интервю за Нова тв. ("Борисов знае много добре, че при една работеща съдебна система, той ще трябва да ходи в затвора" ). На свой ред в началото н 2024 г Петков се е отказал от тъжба срещу Борисов . Той съдеше предшественика си на премиерския пост за клевета в частно наказателно дело и настояваше да получи половин милион лева обезщетение. Повод за делото е брифинг, който Борисов и хората му проведоха на 24 август 2022 г., на който обвиниха кабинета "Петков", че е доставял природен газ за страната чрез дъщерна компания на "Газпром", за да облагодетелства фирми, свързани с "Продължаваме промяната".

## Балкански поток
При управлението на Борисов на територията на България е изграден т. нар. Балкански поток, газопровод позволяващ пренос на природен газ от Русия през Турция към Сърбия. Проектът е продължение на т. нар. Турски поток, който е част от газопроводна мрежа, заобикаляща Украйна като транзитна държава за руския газ към Европа, лишавайки я по този начин от приходи. Първоначално проектът заобикаля България през Гърция, но в края на май 2018 г. Борисов отива на среща с Путин в Москва и трасето на тръбата става през България. Така в началото на 2020 г. Русия спира доставките на газ през Украйна. По този начин България се отказва от 1,3 млрд. лв. гарантирани приходи от транзитен пренос на газ по старото трасе от Румъния през България към Турция. Балкански поток среща остра критика в САЩ, като впоследствие са обявени и санкции срещу фирми, помагащи за реализацията му. Вашингтон разглежда проекта като геополитически инструмент, с който Кремъл поддържа Европа в зависимост от руския газ.
Спорно е кога ще има печалби за България от газопровода, понеже за такива може да се мисли след като се покрие първоначалната инвестиция, която София изплаща на строителя, и то при достатъчно натоварване на трасето. Според някои изчисления с приходите от транзитни такси за пренос на газ, за окончателното изплащане на проекта на България ще са нужни между 7 и 12 години. Същевременно в България няма разклонение от което страната да може да черпи газ, а след началото на войната на Русия в Украйна, Газпром спира доставките за София по другите налични газопроводи. При възникналите съмнения за целесъобразността на проекта неколкократно е търсена за справка т. нар. пътна карта, подписана през 2017 година, но тя не е открита. През 2023 г. започва всеобщо издирване на документа в Министерски съвет, Булгартрансгаз, Българският енергиен холдинг, както и от ДАНС, и МВР, но отново без успех. През март 2024 г. картата е открита след хакерска атака на ел. поща на сътрудник на високопоставен руски политик. Тя е декодирана от български експерти по киберсигурност. Появилите се данни разкриват тайни договорки с Русия и обработване на общественото мнение в България в подкрепа на проекта с близо 500 000 евро.

## Бойко Борисов в изкуството
Сутринта, на 1 април 2019 г., в Деня на шегата, българският скулптор Андрей Врабчев поставя на площад „Гарибалди“ в София двуметров паметник от полиестерна смола със светещи в червено очи. Скулптурата има вграден охранителен сензор и тонколона. При приближаване до нея започват да звучат популярни реплики на министър-председателя Бойко Борисов на фона на песента от 1990-те години „Батальонът се строява“. Около 10 ч. сутринта, на същия ден, авторът на проекта го демонтира. Понастоящем скулптурата се намира до Дома на хумора и сатирата в Габрово. 
През януари 2021 г. Бойко Борисов подарява на сръбския президент Александър Вучич картина, на която са изобразени те двамата как правят оглед на работния процес по газопровода „Балкански поток“. Автор на картината рисувана през юни 2020 г. в България е художникът Симеон Кръстев.

## Галерия
- Борисов заедно със Силвио Берлускони, 2008 г.
- Борисов на пресконференция след парламентарните избори, 2009 г.
- Борисов през 2010 г.
- Борисов на среща с испанския премиер Сапатеро, 2011 г.
- Борисов на посещение в Лондон, 2012 г.
- Борисов заедно с американския президент Барак Обама в Белия дом, 2012 г.
- Борисов на конгрес на ЕНП в Дъблин, 2014 г.
- Среща между Бойко Борисов и председателя на иранския парламент Али Ларижани, 2016 г.
- Борисов на конгрес на ЕНП в Малта, 2017 г.
- Среща между Бойко Борисов и британския премиер Тереза Мей, 2017 г.
- Посещение на Димитрис Аврамопулос в София, 2017 г.
- Среща между Бойко Борисов и Илхам Алиев в Баку, 2018 г.
- Борисов на среща с израелския президент Реувен Ривлин, 2018 г.
- Борисов на конгрес на ЕНП в Хелзинки, 2018 г.
- Борисов заедно с вицепремиера Томислав Дончев, 2018 г.
- Среща на Борисов с руския премиер Дмитрий Медведев, 2019 г.
- Ръкостискане между Борисов и Урсула фон дер Лайен, 2019 г.
- Борисов заедно с американския президент Доналд Тръмп в Белия дом, 2019 г.
- Борисов на конгрес на ЕНП в Брюксел, 2019 г.
- Борисов на конгрес на ЕНП, 2020 г.